# Can't Remember to Forget You
Can't Remember to Forget You è un singolo della cantante colombiana Shakira inciso in collaborazione con la cantante barbadiana Rihanna. Il brano, che presenta un mix di sonorità pop, reggae e rock, è tratto dal suo decimo album di inediti, che porta il nome della cantante stessa, uscito il 25 marzo 2014.
Dopo la pubblicazione del singolo sono state postate foto del dietro le quinte del video ufficiale, la stessa cover è tratta dal video.

## Antefatti e pubblicazione
Nel novembre del 2011, Shakira affermò alla rivista statunitense Billboard che era già alle prese con del nuovo materiale, nonostante il suo album precedente fosse uscito da poco più di un anno. Nei mesi successivi si parlò di una canzone intitolata Truth or Dare, e che il brano dovesse essere pubblicato nell'ultima parte del 2012. Il giornale d'informazione colombiano El Heraldo aggiunse anche che per questo presunto singolo era già stato girato un video nella capitale del Portogallo, Lisbona.
L'8 dicembre 2013, Alexita Ortiz scrisse su Twitter che si trovava sul set del nuovo video di Shakira, essendone la controfigura. Nel messaggio che fu poi subito rimosso, la modella di origini latine affermò che nel video era presente anche Rihanna. Ad aumentare la possibilità della presunta collaborazione si aggiunse anche il rapper cubano Pitbull che durante un'intervista radiofonica con un'emittente statunitense affermò di aver pensato prima a Rihanna come featuring per il suo brano Timber, ma che non era disponibile "essendo impegnata in qualcosa con Shakira". Fu poi Sony Music Entertainment a ufficializzare le varie indiscrezioni e ad affermare che il brano sarebbe stato pubblicato agli inizi del 2014.
Il 6 gennaio, Rihanna confermò la sua collaborazione al progetto discografico rispondendo ad un suo follower su Twitter che le chiedeva maggiori informazioni sul titolo del singolo. Il giorno successivo, Shakira pubblicò un'immagine promozionale della canzone chiedendo ai suoi fan se fossero stati pronti per il suo imminente ritorno.
L'artwork ufficiale venne reso noto il 9 gennaio e vede Shakira seduta poggiando una mano sulla spalla di Rihanna che le poggia la testa sulle gambe. Nell'immagine entrambe le cantanti indossano un abito nero e hanno uno sguardo seducente.
Il 13 gennaio, l'audio ufficiale della canzone venne caricato sul canale YouTube di Shakira e, dopo solo due giorni dal suo upload, ottenne quasi 5.000.000 di visualizzazioni.
Il 21 gennaio venne inoltre premierata la versione in spagnolo Nunca me Acuerdo de Olvidarte.
Il 14 febbraio venne pubblicato il singolo fisico di Can't Remember to Forget You, venduto in esclusiva da Amazon.

## Video musicale
Il video musicale prodotto per il singolo è stato diretto da Joseph Kahn; il 30 gennaio 2014 è stata pubblicata un'anteprima del video sul web, e la versione completa è stata pubblicata il 31 gennaio sul canale VEVO di Shakira.
Il video ruota attorno alle due donne protagoniste che si misurano in una antitetica sfida di provocazione manovrando nei corridoi di un altolocato appartamento e celebrando il loro incontro distendendosi su un letto. In numerose scene le due si lasciano andare ad atteggiamenti saffici.
Il video, dopo 6 ore dalla sua pubblicazione, ha raggiunto già 2 milioni di visualizzazioni su YouTube ed è anche divenuto il quinto video con più visualizzazioni in 24 ore (17.1M), preceduto solo da Wrecking Ball (19,3M) di Miley Cyrus, Anaconda (19,6M) di Nicki Minaj, Bad Blood (21,1M) di Taylor Swift e Hello di Adele (27,1M) . Il video ufficiale, dopo 10 giorni dalla pubblicazione, conta già 100 milioni di visualizzazioni su YouTube, non battendo però neanche in questo caso Wrecking Ball di Miley Cyrus che raggiunse le 100 milioni di visualizzazioni in 6 giorni. Ad oggi, il video conta più di un miliardo di visualizzazioni.
Il 20 febbraio 2014 viene caricato sul canale VEVO di Shakira il video della versione spagnola del brano intitolato Nunca Me Acuerdo de Olvidarte che riprende le stesse scene del video originale, nelle quali però non compare Rihanna (assente anche nell'audio).

## Formazione
- Shakira - voce
- Rihanna - voce
- John Hill - basso, batteria, chitarra, tastiere
- Victor Indrizzo - batteria
- Kid Harpoon - batteria, chitarra, tastiere
- David Levita - chitarra

## Successo commerciale
Il giorno della sua uscita, il brano ottenne un enorme successo a livello di download dall'iTunes Store, tanto che risultò essere il più scaricato in 39 paesi. Al termine della giornata, Can't Remember to Forget You diventò il più venduto a livello mondiale e il secondo in Europa. Inoltre, nel giorno del suo debutto, il duetto fu riprodotto 1.172 volte da 143 radio, arrivando ad un'audience di circa 11 milioni di ascoltatori.
A una settimana dalla sua uscita, il video (contenente solo la traccia audio) contava 15 milioni di visualizzazioni su YouTube e, nel corso dei sette giorni, aveva raggiunto la prima posizione in 57 diversi paesi. Dopo 15 giorni la versione Audio su YouTube raggiunse 23 milioni di visualizzazioni.

## Classifiche

### Classifiche settimanali
| Classifica (2014) | Posizione massima |
| ----------------- | ----------------- |
| Australia         | 18                |
| Austria           | 4                 |
| Belgio (Fiandre)  | 9                 |
| Belgio (Vallonia) | 6                 |
| Canada            | 19                |
| Danimarca         | 11                |
| Finlandia         | 6                 |
| Francia           | 5                 |
| Germania          | 8                 |
| Italia            | 13                |
| Irlanda           | 7                 |
| Lussemburgo       | 5                 |
| Norvegia          | 5                 |
| Nuova Zelanda     | 32                |
| Paesi Bassi       | 26                |
| Regno Unito       | 11                |
| Repubblica Ceca   | 22                |
| Slovacchia        | 9                 |
| Spagna            | 2                 |
| Stati Uniti       | 15                |
| Svezia            | 8                 |
| Svizzera          | 7                 |
| Ungheria          | 6                 |

### Classifiche di fine anno
| Classifica (2014) | Posizione |
| ----------------- | --------- |
| Italia            | 53        |